# Sint-Margaretakerk (Sint-Margriete-Houtem)

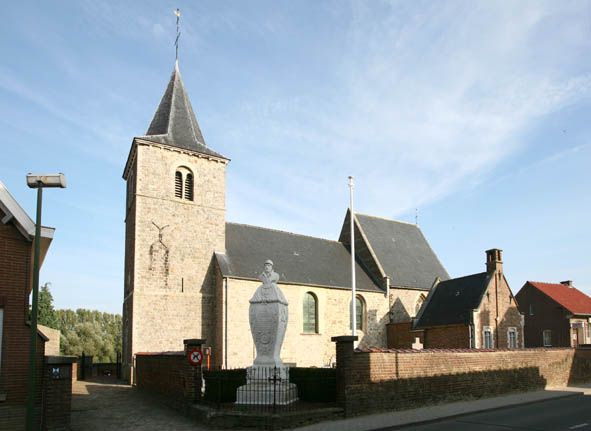
Sint-Margaretakerk

De Sint-Margaretakerk is de parochiekerk van de tot de Vlaams-Brabantse gemeente Tienen behorende plaats Sint-Margriete-Houtem, gelegen aan de Houtemstraat.
De kerk heeft een heel oude beuk die gebouwd is in onregelmatig gehouwen kwartsiet en zelfs hergebruikt Romeins materiaal. De vensteromlijstingen zijn van omstreeks 1687. Begin 13e eeuw werd de beuk naar het westen uitgebreid.
De toren, in romaanse stijl, werd eveneens begin 13e eeuw gebouwd. De westgevel werd in 1843 herbouwd in baksteen.
In de eerste helft van de 14e eeuw werd het gotisch koor gebouwd in kwartsiet en witachtige zandsteen.
De toren is voorgebouwd. Het koor is hoger dan de beuk en is driezijdig afgesloten.

## Interieur
De kerk bezit een gotische grafsteen van 1504. De preekstoel is 17e-eeuws en in renaissancestijl. Er zijn een aantal heiligenbeelden waarvan het oudste een kruisbeeld uit het begin van de 16e eeuw is.